# Maniobres
"Maniobres" (títol original en anglès "Maneuvers") és l’onzè episodi de la segona temporada i el 27è del total de la sèrie de televisió de ciència-ficció estatunidenca Star Trek: Voyager. La història va ser escrita per Kenneth Biller i dirigit per David Livingston. L'episodi es va emetre originalment a UPN el 20 de novembre de 1995.
Ambientada al segle XXIV, la sèrie segueix les aventures de la tripulació de la Flota Estel·lar i els Maquis de la nau estel·lar USS Voyager després de quedar encallats al Quadrant Delta lluny de la resta de la Federació. Aquest episodi continua la narrativa de l'U.S.S. Voyager i la seva lluita contra els hostils Kazon, amb un enfocament específic en el primer oficial de la Voyager (exlíder dels Maquis) Chakotay. També inclou diverses seqüències d'efectes especials amb diverses naus espacials.
L'estrella convidada Martha Hackett reprèn el seu paper de Seska i interpreta al costat d'Anthony De Longis en el paper del líder de la secta Kazon, el primer major Culluh. Chakotay és interpretat per Robert Beltran.

## Antecedents i resum
Aquest episodi segueix la història de la nau estel·lar Voyager de la Federació que, després de sortir d’Espai Profund 9, va ser atreta al Quadrant Delta a l'altre costat de la Galàxia, on es van trobar amb alienígenes hostils coneguts com els Kazon. Un dels nous membres de la tripulació de la Voyager, una rebel maquis bajorà anomenada Seska, va desertar de la Voyager als Kazon després que es revelés que era una espia cardassiana. Aleshores, Seska conspira amb els Kazon per capturar la «Voyager» per tal de robar-ne la tecnologia i unir les diverses faccions tribals Kazon.
L'arc argumental va començar amb "Fluctuacions" i continua a "Aliances" i "Mínims" (parts I i II que uneixen les temporades 2 i 3).

## Argument
La tripulació de la Voyager detecta una sonda de la Federació i hi posa rumb, amb l'esperança d'un possible contacte amb la Federació. Tanmateix, és una trampa: el Kazon Nistrim ataca amb l'ajuda de la traïdora Seska. (Seska era un espia cardassiana que es va infiltrar a la cèl·lula Maquis de Chakotay, es va unir a la tripulació de la Voyager al quadrant Delta i després va marxar cap als Kazon.) El líder kazon, Maj Culluh, puja a la Voyager i escapa amb un mòdul tecnològic de transportador, creient que la tecnologia de la Federació li permetrà unir i liderar altres sectes kazon.
Conscient que la tecnologia de la Federació canviarà l'equilibri de poder al quadrant, Janeway vol perseguir-lo. Tanmateix, Chakotay es culpa a si mateix de la traïció de Seska, ja que va permetre que Seska s'infiltrés als Maquis i finalment s'unís a la Voyager. Per evitar posar en perill la resta de la tripulació de la Voyager pel seu error, Chakotay roba una llançadora per perseguir els kazon sol. És capaç d'infiltrar-se a la nau de Culluh i destruir el transportador, però és capturat. Culluh convida altres líders kazon a bord i afirma que ha obtingut els codis de comandament de la «Voyager» de Chakotay i que pot capturar la «Voyager» amb facilitat.
La «Voyager» persegueix Chakotay i troba la flota kazon. La «Voyager» ataca els kazon mentre Torres intenta transportar Chakotay, però Seska bloqueja el transport. En resposta, Janeway transporta Culluh i els altres líders de la secta a bord de la «Voyager», alliberant-los a canvi de Chakotay i la llançadora de la Federació. Mentrestant, Seska informa a la "Voyager" que s'ha impregnat amb l'ADN de Chakotay. Després de la batalla, Janeway felicita Chakotay per les seves intencions, però expressa la seva desaprovació per la seva insubordinació.

## Actors convidats
- Martha Hackett - Seska
- Anthony De Longis - Primer Maj Culluh
- Terry Lester - Haron
- John Gegenhuber - Jal Surat

## Producció
"Maneuvers" va ser escrit per Kenneth Biller i dirigit per David Livingston. David Livingston va dirigir molts episodis de Star Trek en aquesta època, incloent-hi Star Trek: La nova generació (1987-1994), Star Trek: Deep Space Nine (1993-1999), Star Trek: Voyager i Enterprise. En total, va dirigir 62 episodis de Star Trek, incloent-hi 28 de Voyager.

## Recepció
Aquesta sèrie tenia una qualificació Nielsen de 5,4 punts quan es va emetre el 1995..
Doux Reviews va donar a "Maniobres" 2.5 punts sobre 4.
Reactor li va donar 4 sobre 10.